# NetSurf
NetSurf – otwartoźródłowa, wieloplatformowa, lekka przeglądarka internetowa wykorzystująca własny silnik renderujący.
Przeglądarka umożliwia przeglądanie stron w kartach, dodawanie stron do ulubionych, wspiera kodowanie unicode, historię, ciasteczka i wyświetla miniaturki stron. Przeglądarka wspiera większość standardów HTML 4.01,  CSS 2.1, HTTPS i formatów graficzych. Posiada bardzo wczesne wsparcie dla JavaScript. Nie obsługuje odtwarzania filmów ani dźwięku.

## Porty
Został opracowany natywny port BeOS/Haiku. Gdy wersja GTK została zbudowana dla AmigaOS przy użyciu Cygnix, który zapewnia środowisko X11, został również opracowany natywny port AmigaOS. W styczniu 2009 r. NetSurf został udostępniony na MorphOS, systemie operacyjnym, który jest zgodny z AmigaOS pod względem API. Dostępny jest również do pobrania port Windows.
Port framebuffer został stworzony we wrześniu 2008 r. W przeciwieństwie do innych portów nie używa żadnego zestawu narzędzi GUI, ale zamiast tego renderuje własny wskaźnik myszy, paski przewijania i inne widżety. Frontend framebuffer został użyty do stworzenia kiosku internetowego w systemach wbudowanych. Port Plan 9 również jest na nim oparty.
W styczniu 2010 roku programiści NetSurf ogłosili wydanie tego, co w tamtym czasie uważali za ostatnią wersję dla RISC OS. Główny programista John-Mark Bell powiedział wówczas: „Realistycznie rzecz biorąc, osoby wykwalifikowane do utrzymania portu RISC OS są po uszy w innych sprawach”.
Następnie Steve Fryatt zgłosił się na ochotnika jako opiekun projektu. W styczniu 2011 roku ogłoszono port dla Mac OS X.
W styczniu 2011 roku rozpoczęto również port dla komputerów Atari 16-bitowych i 32-bitowych.
Opracowano nieoficjalny port NetSurf na Nintendo 3DS, który obejmuje obsługę TLS 1.2.